# The Apprenticeship of Duddy Kravitz (film)
The Apprenticeship of Duddy Kravitz is een Canadese dramafilm uit 1974 onder regie van Ted Kotcheff. Hij won met deze film de Gouden Beer op het filmfestival van Berlijn.

## Verhaal
Duddy Kravitz is een ambitieuze jongeman uit het Joodse getto van Montreal. Hij wil hogerop raken in het leven. Zijn inspanningen leveren echter niet het verhoopte succes. Bovendien vervreemden ze hem van de mensen die hem trachten te helpen.

## Rolverdeling
| Acteur            | Personage     |
| ----------------- | ------------- |
| Richard Dreyfuss  | Duddy Kravitz |
| Micheline Lanctôt | Yvette        |
| Jack Warden       | Max Kravitz   |
| Randy Quaid       | Virgil        |
| Joseph Wiseman    | Benjy Kravitz |